# Vazaha (geslacht)
Vazaha is een monotypisch geslacht van spinnen uit de  familie van de Cyatholipidae.

## Soort
- Vazaha toamasina Griswold, 1997